# Navico
Navico ist ein Weltmarktführer für Schiffselektronik. Bekannt ist das Unternehmen durch die Marken Lowrance, Simrad und B&G. Weitere aufgekaufte Markennamen sind Eagle, MX Marine, Navman und Northstar. Gegründet wurde Navico 2005 als Zusammenschluss von „Simrad Yachting“ und „Lowrance Electronics“. Weltweit arbeiten etwa 2500 Mitarbeiter in Entwicklungs- und Produktionsstätten in den USA, Mexiko, Großbritannien, Norwegen und Neuseeland und in Vertretungen in 100 Ländern. Hergestellt werden insbesondere Radargeräte, Seekartenplotter, Echolote und Fishfinder, GPS-Geräte, AIS-Sender und -Empfänger, vorwiegend für den Bereich Sportboote.

## Produktlinien

Lowrance bedient insbesondere den Markt der Fischer und Angler (Sidescan-Echolote).
Simrad richtet sich eher an Motoryacht-Besitzer (große Displays, Integration von Motorsteuerung).
B&G ist auf die Bedürfnisse von Seglern ausgerichtet (Windsteuerung, Regatta-Software).
Zusätzlich zur Produktlinie der Sportschifffahrt mit den Marken B&G, Lowrance und Simrad, gibt es die Marke Simrad-Pro für die professionelle kommerzielle Grossschifffahrt.

## Navico Group
Nachdem Navico 2021 von der Brunswick Corporation übernommen worden war, wurde das Unternehmen 2022 mit deren „Advanced Systems Group“ zusammengeführt, in der Brunswick zuvor seine maritimen Marken gebündelt hatte.
Der neue Geschäftsbereich firmiert seitdem als „Navico Group“ und ist vollständig im Besitz von Brunswick.
Die Navico Group umfasst die Marken Ancor, Attwood, B&G, BEP, Blue Sea Systems, C-MAP, CZone, Garelick, Lenco, Lowrance, Mastervolt, Marinco, MotorGuide, Progressive Industries, ProMariner, RELiON, Simrad und Whale.

## Geschichte
Im Jahr 1985 wurde Euromarine zu Navico neu firmiert (nun bei Star Lane Margate in Kent UK). 
20 Jahre später übernimmt Altor Equity Partners (Altor 2003 Fund) Simrad Yachting AS von der Kongsberg Group. Im März 2006 wird Lowrance Electronics Inc (Marken Lowrance und Eagle) von Altor 2003 Fund übernommen. Drei Monate später, im September 2006, entsteht Navico durch Zusammenschluss von Simrad Yachting Inc und Lowrance Electronics Inc.
Im Jahr darauf übernimmt Navico die marine electronics division von Brunswick New Technologies Inc und damit die Marken Northstar, Navman (marine) und MX Marine. 2008 wird die Marine-Sparte von Navman in die Northstar Produktfamilie eingefügt. Ebenfalls in diesem Jahr wird MX Marine in Simrad Yachting integriert.
2014 übernimmt Navico die Radar-Sparte von Consilium AB sowie den Geo-Software Hersteller Contour Innovations und MARIS (Maritime Information Systems A/S) von The Grieg Group.
Später wird ein Teil von Navico von Goldman Sachs übernommen. Altor 2003 Fund und Goldman Sachs teilen sich jetzt den Besitz. 2021 wird Navico von der Brunswick Corporation übernommen.